# Mylitta quinquemaculata
Mylitta quinquemaculata är en ringmaskart som beskrevs av Johan Gustaf Hjalmar Kinberg 1866. Mylitta quinquemaculata ingår i släktet Mylitta och familjen Maldanidae. Inga underarter finns listade i Catalogue of Life.